# Urban Champion
Urban Champion (アーバンチャンピオン?) är ett fightingspel utgivet av Nintendo 1984, och inspirerat av  Game & Watch-spelet Boxing (also known as Punch-Out!!). Spelet var Nintendos första 2D-fightingspel, och uppföljdes av Joy Mech Fight 1993.

## Handling
Spelet är ett fightingspel där det gäller att knocka ner motståndaren i en avloppsbrunn. Samtidigt gäller det att se upp för folk som kastar blomkrukor. Om en polisbil dyker upp tvingas slagskämparna återgå till sina inledande positioner.

### Fotnoter
1. 1 2  ”Urban Champion”. NES DB. 3 mars 1984. Arkiverad från originalet den 27 juni 2014. https://archive.is/20140627195334/http://www.nesdb.se/game_more.php?id=1540&rid=4. Läst 27 juni 2014.